# Hernán Trizano
Pedro Hernán Trizano Avezzana (Valparaíso, 1860-Temuco, 16 de diciembre de 1926) fue un militar chileno, organizador del Cuerpo de Gendarmes de las Colonias, entidad cuya misión era vigilar la seguridad en las provincias de Arauco, Malleco, Cautín, Valdivia y Llanquihue y el cuidado de las reservas forestales para impedir que fueran destruidas y saqueadas por bandas criminales de labradores clandestinos, aunque también cuestionado por un uso excesivo de la fuerza, un sinfín de actos inmorales contra la población civil.

## Biografía

### Orígenes
Fue hijo de los italianos Lorenzo Trizano Bonaparte y Ana María Avezzana, provenientes de familias acaudaladas y vinculados a la nobleza italiana, quienes en 1860 efectuaban una larga travesía con destino a su tierra natal. Se vieron obligados a recalar en el puerto de Valparaíso, lugar en donde la parturienta Ana María dio a luz a un varón que recibió el nombre de Pedro Hernán. Al cabo de unos días, emprendieron rumbo hacia Italia y el recién nacido solo sabría de Chile por sus padres.[cita requerida]

### Aventurero y mercenario
Ingresó a la Armada italiana, aun cuando permaneciera en las filas navales por espacio de tres meses. Presentó su retiro y se embarcó en una nave cañonera de Constantinopla (Turquía), en la cual estuvo un año y medio; luego pasó a Grecia, donde se unió a otros marineros con los que viajó a bordo de un velero por toda Asia.
Viajó a América del Sur, llegó a Uruguay en 1878, para luego trasladarse a Argentina, donde peleó junto a Bartolomé Mitre. Aunque cierta literatura lo eleva a regiones de heroísmo, lo más probable es que haya servido en estas causas en calidad de mercenario, lo cual se deja entrever por esas historias laudatorias, en las cuales se indica que Trizano recibía pago por sus servicios.

### Ingreso al ejército chileno
El comienzo de la Guerra del Pacífico en 1879 lo incitó a engrosar las filas chilenas que partirían a combatir contra Perú y Bolivia. Ingresó al Ejército chileno el 15 de abril de 1879, fue destinado al Regimiento de Caballería Cazadores del desierto, con el grado de tropa, pero su buen desempeño durante la prolongada campaña bélica le valió su ascenso a sargento primero. Se retiró del servicio en 1881.
Después de tres años fuera del ejército, reingresó a la institución destinado al Escuadrón de Húsares en Angol (22 de enero de 1885).

### Luchando contra el bandidaje en la Araucanía

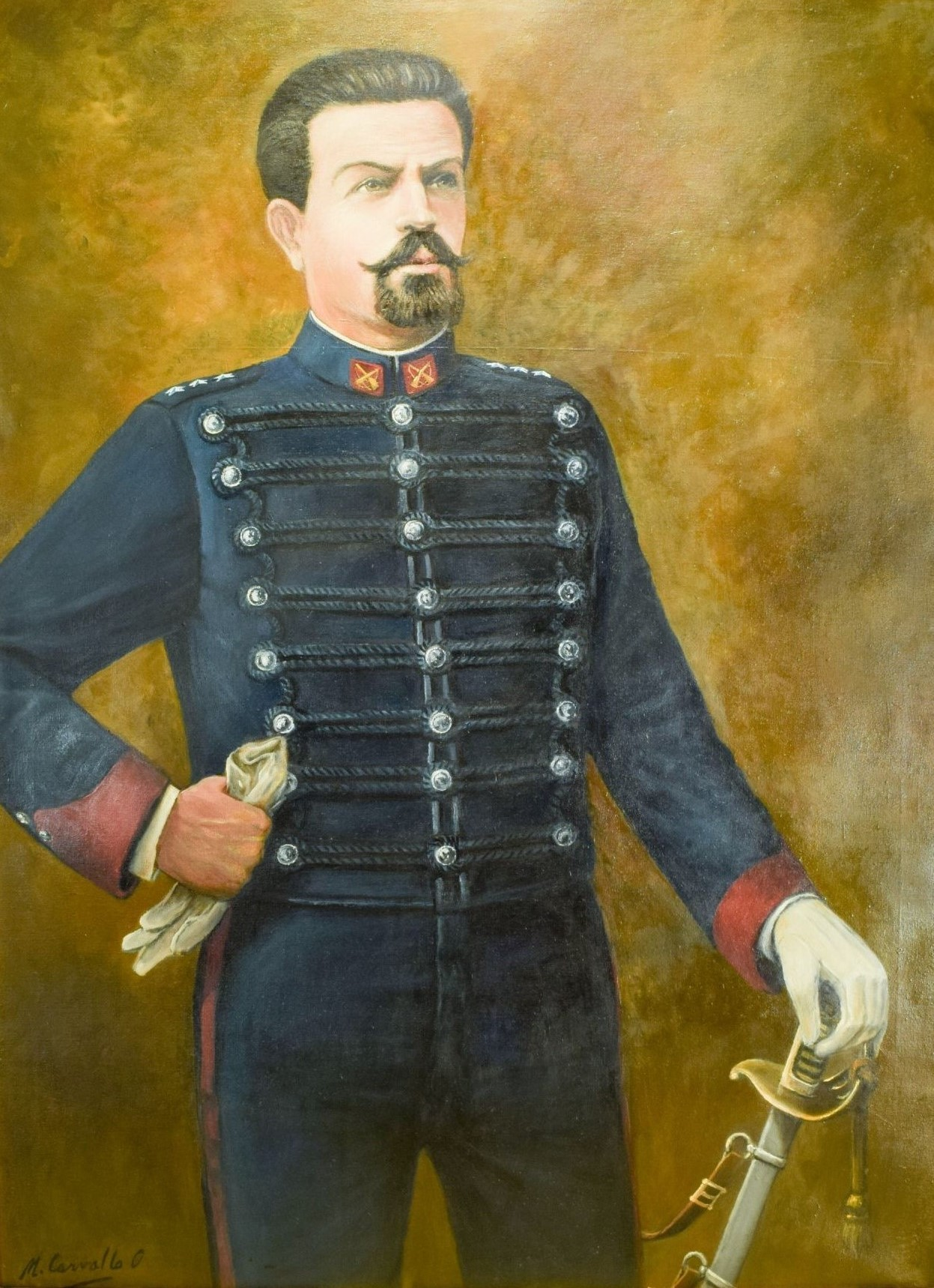
Retrato de Hernán Trizano en el Museo Histórico Carabineros de Chile.

Después de la Pacificación de la Araucanía, llegaron a las provincias de Arauco y Malleco una gran cantidad de colonos alemanes, franceses y suizos. Estas colonos que se asentaron en la zona lo hacían bajo la protección de las fuerzas del Ejército de Chile. Pronto se debieron enfrentar contra el bandolerismo, esto surgió debido a que llegaron del norte del Biobío varios bandidos y forajidos que contaban con el apoyo de los mapuches, gracias a la protección que les daban los caciques y loncos a los bandidos estos se podían esconder en sus comunidades, lo que hacía muy difícil su captura.
En una Araucanía dominada por el bandidaje, los hombres de trabajo veían con resignación cómo perdían el fruto de sus labores. Esta adversidad determinó al gobierno chileno a crear policías rurales que pusieran fin al problema. De esta forma, uno de los escuadrones de policía rural fue encabezado por el alférez Trizano.
Trizano se encargó de reunir el contingente para las funciones policiales, logró reclutar una dotación con un sargento, cuatro cabos y dieciséis soldados. El exiguo aporte fiscal solo le permitió adquirir doce revólveres Smith and Wesson, veinticinco carabinas Comblain, igual número de yataganes y once sables de caballería. Aun así, este grupo de uniformados consiguió poner en fuga a los facinerosos, haciéndolos retirarse al norte del río Biobío.
Por sus méritos, se le destinó al Estado Mayor de la plaza de Cautín en septiembre de 1887, con el grado de teniente. Dos meses más tarde fue nombrado comandante de la policía urbana y rural de Angol. Ejerciendo este último puesto, recibió el nombramiento de capitán, confirmado el 8 de abril de 1890.
Si bien es visto como un héroe por los colonos, también es catalogado como un líder que encabezó los crímenes tras la consolidación de la invasión al territorio mapuche. Según señala una publicación de Azkintuwe, poseía una extremada "sangre fría" a la hora de imponer la ley, con fusilamientos sin juicio previo y mal trato con sus hombres.

### El organizador de losGendarmes de las Colonias

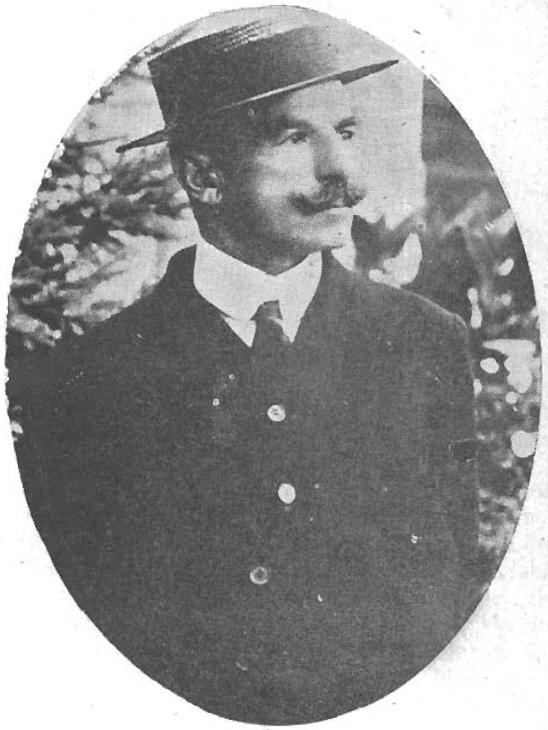
Hernán Trizano durante su vejez.

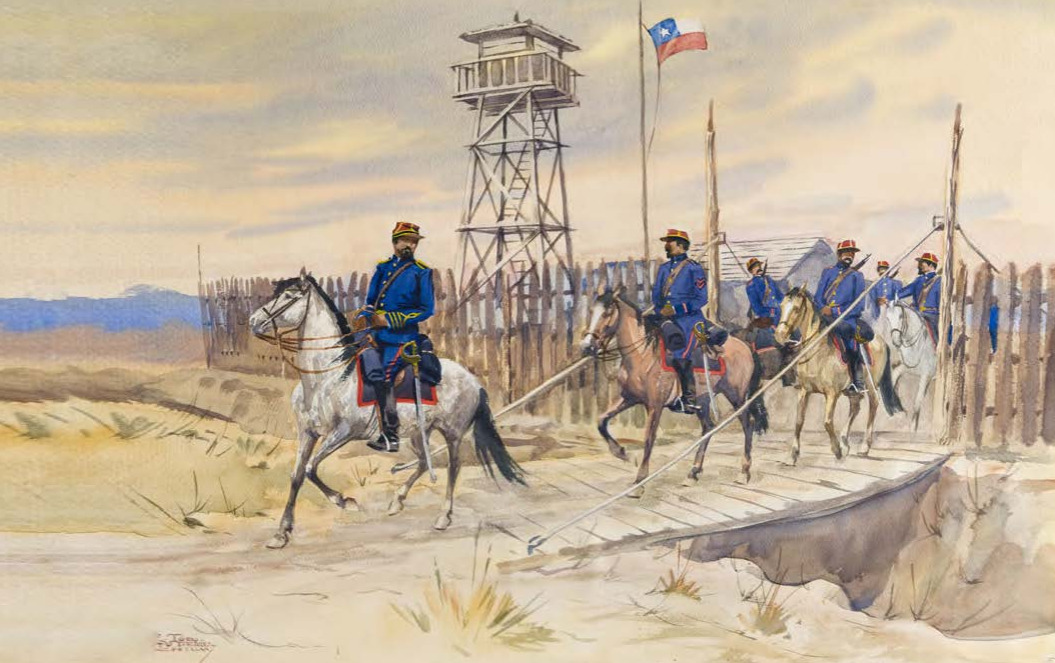
Capitán Trizano saliendo del Fuerte Tucapel, acuarela de Ramón Toro Gutiérrez.

Debido a los sangrientos acontecimientos de la guerra civil chilena de 1891, el capitán Trizano resolvió presentar su retiro de la institución castrense. Se reincorporó en 1893, siéndole conservados su grado y su antigüedad.

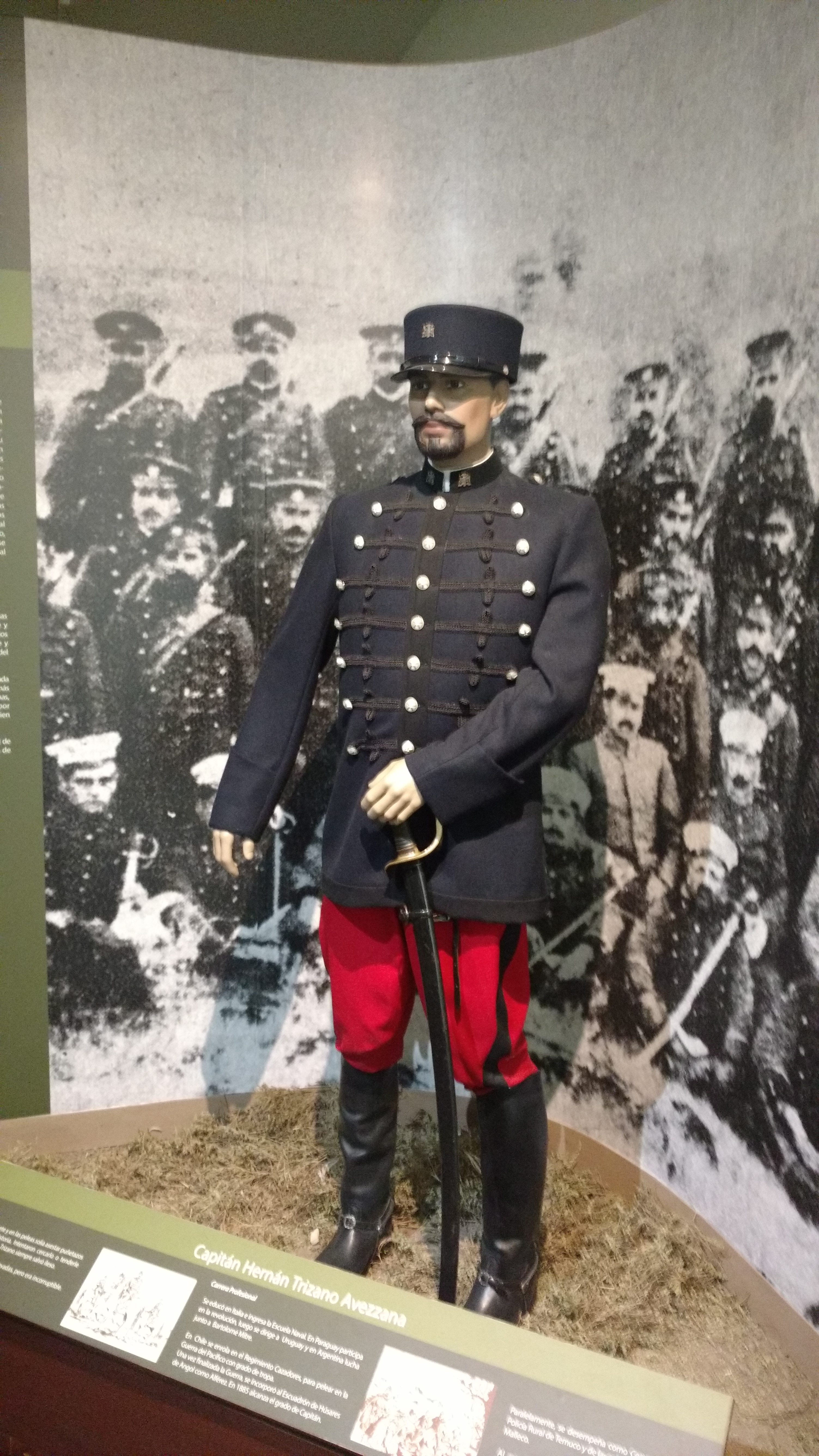
Estatua de Hernán Trizano con uniforme militar en el Museo Histórico Carabineros de Chile.

La intensificación de las actividades de los colonos en los territorios sureños motivó que las autoridades gubernamentales evaluaran dejarlas a resguardo, ante eventuales brotes de delincuencia. Es por ello que el Ministerio de Colonización, previa aprobación de los presupuestos necesarios por el Congreso, ofició al de Guerra y Marina (24 de febrero de 1896) con el objeto de solicitar a este pusiera a disposición del primero al capitán Trizano, para que el uniformado iniciase la organización del Cuerpo de Gendarmes de las Colonias, invistiéndolo con la categoría de comisario. Así, el 14 de marzo de 1896, Trizano fue comisionado para tal efecto.
En un principio, el Cuerpo debió vencer innumerables dificultades en lo referido a los fondos con que se contaba para mantener operativo al mismo. El capitán Trizano debió dirigirse al Ministerio de Colonización para hacerle presente los inconvenientes surgidos y la urgencia de contar con instalaciones adecuadas para el funcionamiento decoroso de la corporación; este documento está fechado el 18 de mayo de 1896.
Permaneció al mando del Cuerpo de Gendarmes hasta abril de 1905, fecha en que obtiene su retiro del servicio.
Trizano murió en Temuco el 16 de diciembre de 1926, producto de una bronconeumonia.

### Descendencia
Había contraído matrimonio con Elvira Aravena Arredondo, en quien fue padre de diez hijos, alcanzado la edad adulta ocho de ellos: Elvira, Francia, Ítala (las tres practicaron la natación, el boxeo y el tiro al blanco), Hernán 2.º (alcanzó el grado de capitán de ejército en el arma de Caballería), Kossuth (oficial de ejército como el anterior, ostentó el grado de teniente coronel de infantería), Kosciusko (huyó de su hogar a los trece años de edad, y protagonizó una serie de hechos tan novelescos como los de su padre; sirvió en la Marina del Reino Unido y más tarde se hizo ciudadano británico), Glaucus (abandonó a su familia a los dieciséis años de edad para alistarse en el ejército italiano, y, al finalizar la Primera Guerra Mundial, se integró a la marina mercante italiana) y Tolstoi (aventurero).

## Juicio histórico sobre Trizano

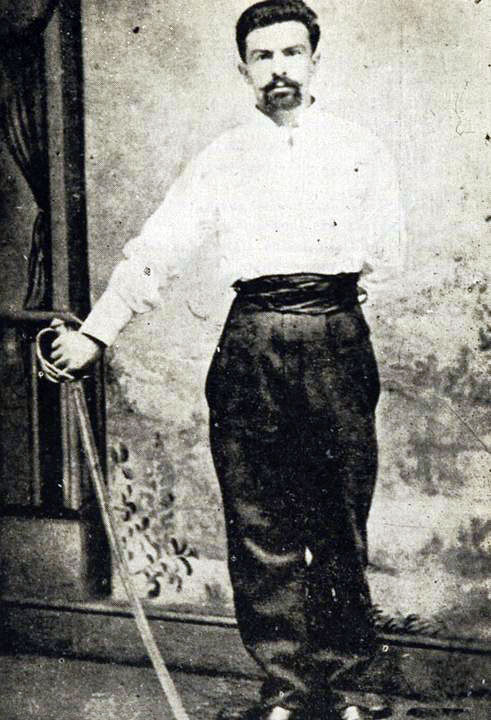
Hernán Trizano.

Hay quienes discrepan de la visión tradicional (defendida por Carabineros) que exalta a Trizano como un héroe. Algunos mapuches, a modo de ejemplo, lo consideran un bandido y mercenario; un hombre despótico y autoritario, que no conoció límites a su proceder.
Al respecto existe abundante críticas recogidas por historiadores chilenos:

Como la policía no lograba éxitos tangibles en el combate al bandolerismo, que ponía en peligro las explotaciones del nuevo frente productivo que era la Araucanía y las provincias más al sur, en 1896 se comisionó al capitán Pedro Hernán Trizano, un veterano de la Guerra del Pacífico y ex policía rural en la Araucanía desde 1884 hasta 1890, para formar un "Cuerpo de Gendarmes de las Colonias" para servir de policía rural en Arauco, Malleco, Cautín, Valdivia y Llanquihue. Este cuerpo armado quedó supeditado al Ministerio de Relaciones Exteriores, arguyéndose que estaba involucrada una gran cantidad de inmigrantes europeos que colonizaban la zona. Trizano reclutó a su gente entre ex oficiales y ex suboficiales del Ejército y, en los hechos, no tuvo una relación directa con las Fuerzas Armadas. En este caso, sin embargo, el remedio no fue mejor que la enfermedad, pues Trizano actuó en forma despiadada y casi sin control. "Sus fusilamientos legales se sucedieron, a un ritmo de 50 por año. Las ejecuciones sin proceso fueron bastante más numerosas, especialmente el año 1891, cuando Balmaceda hacía regir la ley marcial". Según relata un testigo contemporáneo, en enero de 1891, con el expediente de la ley de fuga (¡!), se masacró a 30 reos cerca de Temuco. Por este y otros motivos, principalmente los que se referían a la actuación de los gendarmes en política contingente y elecciones parlamentarias, Trizano fue llamado a retiro y sus tropas desmovilizadas.
Maldonado Prieto, C. y Águila, E. "Orden público en el Chile del siglo XX: Trayectoria de una policía militarizada".  En Peter Waldmann (editor), Justicia en la calle. Ensayos sobre la policía en América Latina, Medellín: Konrad- Adenauer- Stiftung; ISLAUniversität Augsburg; CIEDLA-Buenos Aires, 1996, pp. 73- 97.

Este tipo, que nunca me cayó bien —y que con el correr de los años se transformó en una leyenda en la zona— era muy vehemente, altanero y hasta agresivo. Cuando no andaba de cacería de bandidos, practicaba tiro y esgrima en los potreros de la parte posterior del cuartel y siempre andaba en busca de un soldado maceteado para desafiarlo a combatir a mano limpia, ya fuera con golpes de puño, lucha o cualquier otra forma de combate sin armas. Eso le gustaba, porque siempre terminaba venciendo y haciendo alardes de su fortaleza y capacidades. Aunque era un hombre más bien bajo, era muy musculoso y cuidaba demasiado su apariencia, especialmente un largo bigote.
Guillermo Parvex. Un Veterano de Tres Guerras, Recuerdos de José Miguel Varela.

Otro autor agrega que el objetivo de Trizano era:

obligar a los indios a llevar una vida errante y, en lo posible, desplazarlos hacia las pampas argentinas con el objeto que dejaran sus tierras en manos del Estado
Pinto Rodríguez, Jorge, “El bandolerismo en la Frontera, 1880-1920. Una aproximación al tema”. En Sergio Villalobos et al. Araucanía, temas de historia fronteriza. Temuco: Ediciones Universidad de La Frontera, 1989, pp. 101-122.

Por el contrario, en aquel tiempo, fue apreciado por los propietarios agrícolas chilenos y por colonos suizos, italianos y alemanes que se establecieron en la Araucanía.